# Kleinbösingen

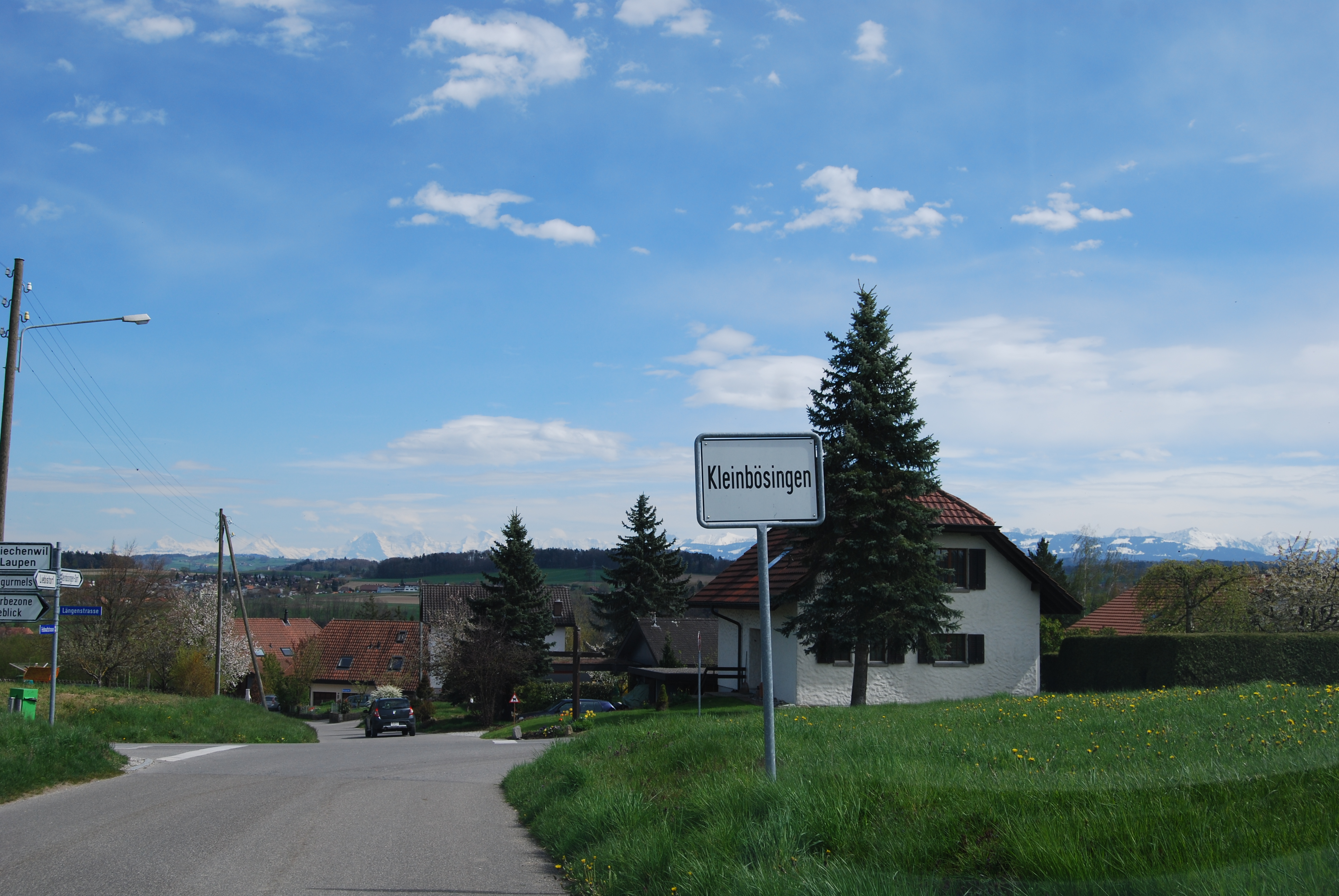
Kleinbösingen

Kleinbösingen is een gemeente en plaats in het Zwitserse kanton Fribourg, en maakt deel uit van het district See/Lac.
Kleinbösingen telt 654 inwoners.